# 6-Stunden-Rennen von Mugello 1980

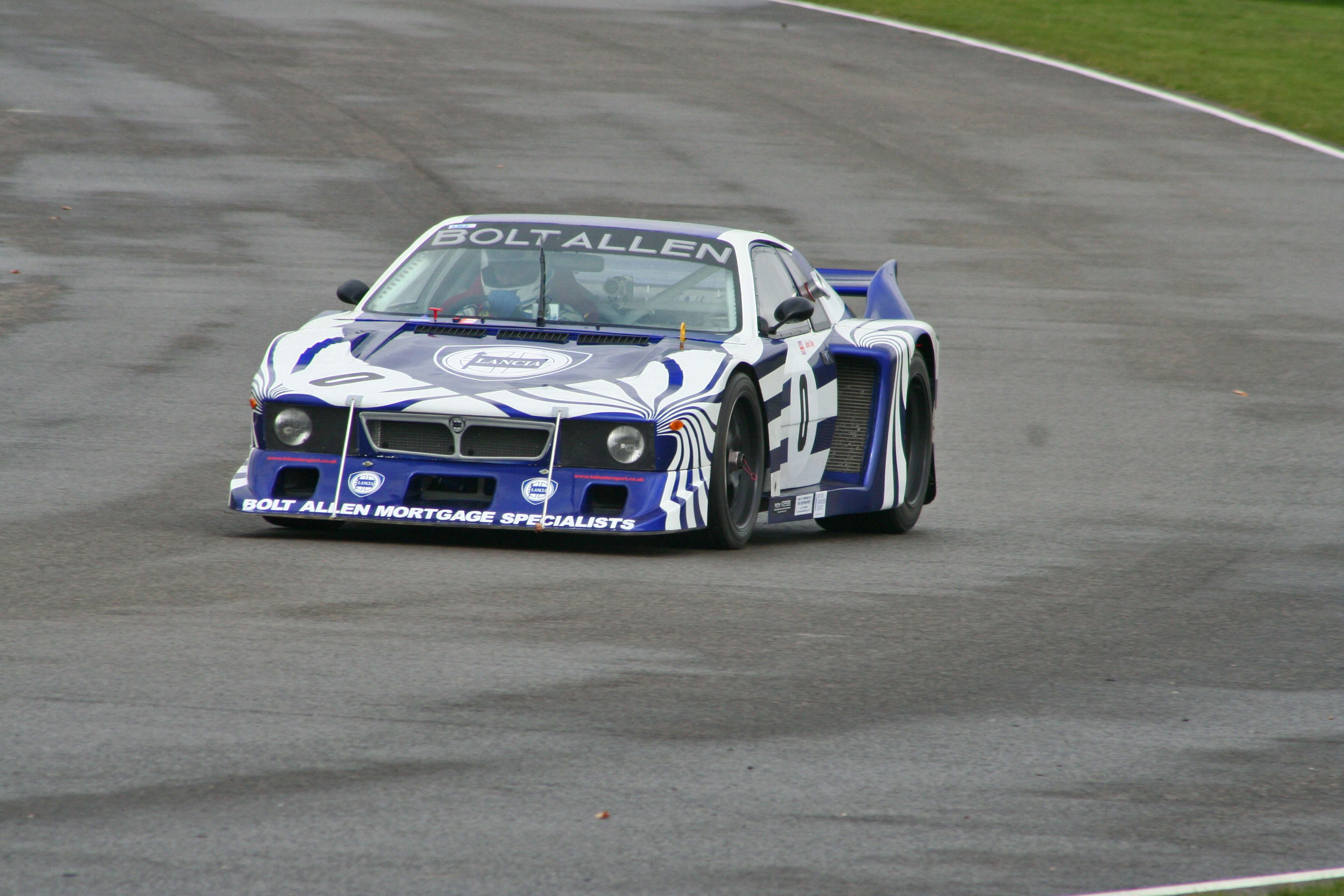
Lancia Beta Montecarlo Turbo

Das 6-Stunden-Rennen von Mugello 1980, auch 6 Ore di Mugello, Mugello, fand am 13. April auf dem Autodromo Internazionale del Mugello statt. Das Rennen war der vierte Wertungslauf der Sportwagen-Weltmeisterschaft dieses Jahres.

## Das Rennen
Der Weltmeisterschaftslauf in Mugello war das Rennen der Lancia Beta Montecarlo Turbo. Nach dem Ausfall des Trainingsschnellsten und lange Führenden Osella PA8 von Vittorio Brambilla und Lella Lombardi wegen einer gerissenen Antriebswelle gelang der Lancia-Werksmannschaft ein Doppelsieg. Riccardo Patrese und Eddie Cheever gewannen vor ihren Teamkollegen Michele Alboreto/Walter Röhrl. Hinter dem drittplatzierten Osella PA7 von Carlo Franchi und Marcello Gallo kam ein weiterer Beta Montecarlo, gefahren von Carlo Facetti und Martino Finotto, als Gesamtvierter ins Ziel.

## Ergebnisse

### Schlussklassement
| 1               | Gr. 5   | 33 | Lancia Corse          | Riccardo Patrese Eddie Cheever                        | Lancia Beta Montecarlo Turbo | 177 |
| 2               | Gr. 5   | 2  | Lancia Corse          | Michele Alboreto Walter Röhrl                         | Lancia Beta Montecarlo Turbo | 176 |
| 3               | S 2.0   | 11 | Marcello Gallo        | Carlo Franchi Marcello Gallo                          | Osella PA7                   | 173 |
| 4               | Gr. 5   | 26 | Jolly Club            | Carlo Facetti Martino Finotto                         | Lancia Beta Montecarlo Turbo | 171 |
| 5               | S 1.6   | 23 | Torino Corse          | Gerardo Vatielli Paolo Giangrossi                     | Osella PA6                   | 170 |
| 6               | S + 2.0 | 43 | BMW France            | Dieter Quester Didier Pironi                          | BMW M1                       | 167 |
| 7               | S 1.6   | 25 | Pasquale Vecchione    | „Peppers“ Pasquale Vecchione                          | Osella PA8                   | 167 |
| 8               | Gr. 5   | 28 | Hervé Poulain         | Dany Snobeck Pierre Destic                            | Porsche 935                  | 156 |
| 9               | GT      | 36 | Jacques Guérin        | Jean-Louis Schlesser Jacques Guérin Franco Gasparetti | Porsche 934                  | 153 |
| 10              | S 1.6   | 24 | Domenico Bazzani      | Domenico Bazzani Ettore Bogani                        | Chevron B36                  | 133 |
| 11              | S 2.0   | 19 | Mennato Boffa         | Mennato Boffa Alessandro Fracastoro                   | Chevron B36                  | 133 |
| Ausgefallen     |         |    |                       |                                                       |                              |     |
| 12              | S 2.0   | 16 | Mauro Nesti           | Mauro Nesti Arcadio Pezzali                           | Lola T298                    | 150 |
| 13              | S 2.0   | 7  | Torino Corse          | Vittorio Brambilla Lella Lombardi                     | Osella PA8                   | 84  |
| 14              | S + 2.0 | 42 | Siegfried Brunn       | Jürgen Barth Siegfried Brunn                          | Osella PA8                   | 80  |
| 15              | S 2.0   | 12 | Pasquale Anastasio    | Pasquale Anastasio Giampaolo Ceraolo                  | Osella PA6                   | 79  |
| 16              | S 1.6   | 22 | Torino Corse          | Ruggero Parpinelli Danilo Tesini                      | Osella PA6                   | 73  |
| 17              | S 2.0   | 6  | Marco Onori           | Marco Onori Silvano Cecchi Maurizio Orsi              | Osella PA5                   | 71  |
| 18              | Gr. 5   | 4  | Gerd Reiss            | Gerd Reiss Albrecht Krebs                             | BMW 320i                     | 64  |
| 19              | S 2.0   | 14 | Furio Boccalero       | Furio Boccalero Leonardo Cavallo                      | Osella PA8                   | 50  |
| 20              | S 2.0   | 9  | Vito Veninata         | Vito Veninata Giovanni Cascone                        | Osella PA7                   | 37  |
| 21              | S 2.0   | 15 | Scuderia Ateneo       | Eugenio Renna Luigi Moreschi Mario Casoni             | Osella PA7                   | 34  |
| 22              | Gr. 5   | 29 | Valvoline Deutschland | Erich Schiebler Fritz Müller                          | Porsche 935                  | 31  |
| 23              | Gr. 5   | 27 | Christian Bussi       | Bernard Salam Christian Bussi                         | Porsche 935                  | 17  |
| 24              | S 2.0   | 21 | Dino Ridolfi          | Guido Cappellotto Dino Ridolfi                        | Lola T298                    | 8   |
| 25              | Gr. 5   | 3  | Giuseppe Piazzi       | Renzo Zorzi Giuseppe Piazzi                           | Fiat X1/9                    | 1   |
| 26              | S + 2.0 | 44 | BMW Zol               | François Sérvanin Laurent Ferrier                     | BMW M1                       | 1   |
| Nicht gestartet |         |    |                       |                                                       |                              |     |
| 27              | Gr. 5   | 32 | Vittorio Coggiola     | Renzo Zorzi Vittorio Coggiola Giorgio Schön           | Porsche 935                  | 1   |

1 nicht gestartet

### Nur in der Meldeliste
Hier finden sich Teams, Fahrer und Fahrzeuge, die ursprünglich für das Rennen gemeldet waren, aber aus den unterschiedlichsten Gründen daran nicht teilnahmen.
| Pos. | Klasse  | Nr. | Team                         | Fahrer                               | Chassis                      |
| ---- | ------- | --- | ---------------------------- | ------------------------------------ | ---------------------------- |
| 28   | Gr. 5   | 1   | Lancia Corse                 | Riccardo Patrese Walter Röhrl        | Lancia Beta Montecarlo Turbo |
| 29   | S 2.0   | 5   | Torino Corse                 | Pasquale Barberio Adartico Vudafieri | Osella PA6                   |
| 30   | S 2.0   | 8   | Ettore Bogani                | Ettore Bogani Domenico Bazzani       | Osella PA4                   |
| 31   | S 2.0   | 18  | Giorgio Francia              | Giorgio Francia Remo Ramanzini       | Osella PA8                   |
| 32   | Gr. 5   | 31  | Carlo Facetti                | Carlo Facetti Martino Finotto        | Ferrari 308 GTB Turbo        |
| 33   | GT      | 34  | Giovanni Alberti             | Giovanni Alberti Alberto Alberti     | Lancia Stratos               |
| 34   | GT      | 35  | Angelo Pallavicini           | Angelo Pallavicini Herbert Müller    | Porsche Carrera RSR          |
| 35   | GT      | 37  | Autosebino Racing            | Felice Besenzoni Luciano Dal Ben     | Ferrari 308 GTB              |
| 36   | S + 2.0 | 38  | March                        |                                      | March-BMW M1                 |
| 37   | GT      | 39  | Formel Rennsport Club Zurich | Peter Zbinden Edi Kofel              | Porsche 934                  |
| 38   | S + 2.0 | 41  | Renzo Zorzi                  | Renzo Zorzi Giorgio Pianta           | Capoferri M1                 |
| 39   | S + 2.0 | 45  | Racing Organisation Course   | Marc Sourd                           |                              |

### Klassensieger
| Klasse  | Fahrer               | Fahrer           | Fahrer            | Fahrzeug                     | Platzierung im Gesamtklassement |
| ------- | -------------------- | ---------------- | ----------------- | ---------------------------- | ------------------------------- |
| S + 2.0 | Dieter Quester       | Didier Pironi    |                   | BMW M1                       | Rang 6                          |
| S 2.0   | Carlo Franchi        | Marcello Gallo   |                   | Osella PA7                   | Rang 3                          |
| S 1.6   | Gerardo Vatielli     | Paolo Giangrossi |                   | Osella PA6                   | Rang 5                          |
| Gr. 5   | Riccardo Patrese     | Eddie Cheever    |                   | Lancia Beta Montecarlo Turbo | Gesamtsieg                      |
| GT      | Jean-Louis Schlesser | Jacques Guérin   | Franco Gasparetti | Porsche 934                  | Rang 9                          |

### Renndaten
- Gemeldet: 39
- Gestartet: 26
- Gewertet: 11
- Rennklassen: 5
- Zuschauer: unbekannt
- Wetter am Renntag: warm und trocken
- Streckenlänge: 5,245 km
- Fahrzeit des Siegerteams: 6:01:07,700 Stunden
- Gesamtrunden des Siegerteams: 177
- Gesamtdistanz des Siegerteams: 928,365 km
- Siegerschnitt: 154,244 km/h
- Pole Position: Vittorio Brambilla – Osella PA8 (#7) – 1:51,770 = 168,936 km/h
- Schnellste Rennrunde: Vittorio Brambilla – Osella PA8 (#7) – 1:53,800 = 165,923 km/h
- Rennserie: 4. Lauf zur Sportwagen-Weltmeisterschaft 1980